# Laver Cup 2021
La Laver Cup 2021 è stata la quarta edizione della Laver Cup, un torneo di tennis annuale a squadre divise per rappresentative. Le due squadre, Europa e Resto del mondo, si sono sfidate al TD Garden di Boston dal 24 al 26 settembre 2021.
Originariamente programmata per il 2020, questa edizione è stata posticipata al 2021 a causa della coincidenza con le date degli Open di Francia, slittate da maggio a settembre a causa dell'emergenza causata dalla pandemia di COVID-19.
La competizione è stata vinta dalla compagine europea per la quarta volta in altrettante edizioni, con un punteggio finale di 14-1.

## Partecipanti
| Europa                        | Europa |
| ----------------------------- | ------ |
| Capitano: Björn Borg          |        |
| Vice-capitano: Thomas Enqvist |        |
| Giocatore                     | Rank   |
| Daniil Medvedev               | 2      |
| Stefanos Tsitsipas            | 3      |
| Alexander Zverev              | 4      |
| Andrej Rublëv                 | 5      |
| Matteo Berrettini             | 7      |
| Casper Ruud                   | 10     |
| Feliciano López               | 110    |

| Resto del mondo                | Resto del mondo |
| ------------------------------ | --------------- |
| Capitano: John McEnroe         |                 |
| Vice-capitano: Patrick McEnroe |                 |
| Giocatore                      | Rank            |
| Félix Auger-Aliassime          | 11              |
| Denis Shapovalov               | 12              |
| Diego Schwartzman              | 15              |
| Reilly Opelka                  | 19              |
| John Isner                     | 22              |
| Nick Kyrgios                   | 95              |
| Jack Sock                      | 164             |

|  | Ritiro    |
|  | Alternate |

* Ranking al 2 agosto 2021

## Incontri
Ogni incontro vinto nel giorno 1 ha assegnato un punto, nel giorno 2 due punti, nel giorno 3 tre punti. La prima squadra arrivata a 13 punti ha vinto la competizione.
| Giorno | Data   | Tipologia incontro  | Europa                               | Punti | Resto del mondo                           | Punteggio          | Punteggio squadra dopo incontro |
| ------ | ------ | ------------------- | ------------------------------------ | ----- | ----------------------------------------- | ------------------ | ------------------------------- |
| 1      | 24 Set | Singolare           | Casper Ruud                          | 1-0   | Reilly Opelka                             | 6-3, 7-64          | 1-0                             |
| 1      | 24 Set | Singolare           | Matteo Berrettini                    | 1-0   | Félix Auger-Aliassime                     | 63-7, 7-5, [10-8]  | 2-0                             |
| 1      | 24 Set | Singolare           | Andrej Rublëv                        | 1-0   | Diego Schwartzman                         | 4-6, 6-3, [11-9]   | 3-0                             |
| 1      | 24 Set | Doppio              | Matteo Berrettini / Alexander Zverev | 0-1   | John Isner / Denis Shapovalov             | 6-4, 62-7, [1-10]  | 3-1                             |
| 2      | 25 Set | Singolare           | Stefanos Tsitsipas                   | 2-0   | Nick Kyrgios                              | 6-3, 6-4           | 5-1                             |
| 2      | 25 Set | Singolare           | Alexander Zverev                     | 2-0   | John Isner                                | 7-65, 66-7, [10-5] | 7-1                             |
| 2      | 25 Set | Singolare           | Daniil Medvedev                      | 2-0   | Denis Shapovalov                          | 6-4, 6-0           | 9-1                             |
| 2      | 25 Set | Doppio              | Andrej Rublëv / Stefanos Tsitsipas   | 2-0   | John Isner / Nick Kyrgios                 | 68-7,6-3, [10-4]   | 11-1                            |
| 3      | 26 Set | Doppio              | Andrej Rublëv / Alexander Zverev     | 3-0   | Reilly Opelka / Denis Shapovalov          | 6-2, 64-7,[10-3]   | 14-1                            |
| 3      | 26 Set | Doppio (esibizione) | Daniil Medvedev / Casper Ruud        | 0-0   | Felix Auger-Aliassime / Diego Schwartzman | 3-6, 3-6           | 14-1                            |
| 3      | 26 Set | Singolare           | Alexander Zverev                     | -     | Félix Auger-Aliassime                     | non disputata      | -                               |
| 3      | 26 Set | Singolare           | Daniil Medvedev                      | -     | Diego Schwartzman                         | non disputata      | -                               |
| 3      | 26 Set | Singolare           | Stefanos Tsitsipas                   | -     | John Isner                                | non disputata      | -                               |

## Statistiche giocatori
| Naz                    | Giocatore             | Squadra         | Incontri | Vittorie–Sconfitte | Vittorie–Sconfitte | Vittorie–Sconfitte | Punti vinti–persi | Punti vinti–persi | Punti vinti–persi |
| Naz                    | Giocatore             | Squadra         | Incontri | Singolare          | Doppio             | Totale             | Singolare         | Doppio            | Totale            |
| ---------------------- | --------------------- | --------------- | -------- | ------------------ | ------------------ | ------------------ | ----------------- | ----------------- | ----------------- |
| Argentina (bandiera)   | Diego Schwartzman     | Resto del mondo | 1        | 0 – 1              | 0 – 0              | 0 – 1              | 0 – 1             | 0 – 0             | 0 – 1             |
| Australia (bandiera)   | Nick Kyrgios          | Resto del mondo | 2        | 0 – 1              | 0 – 1              | 0 – 2              | 0 – 2             | 0 – 2             | 0 – 4             |
| Canada (bandiera)      | Denis Shapovalov      | Resto del mondo | 3        | 0 – 1              | 1 – 1              | 1 – 2              | 0 – 2             | 1 – 3             | 1 – 5             |
| Canada (bandiera)      | Félix Auger-Aliassime | Resto del mondo | 1        | 0 – 1              | 0 – 0              | 0 – 1              | 0 – 1             | 0 – 0             | 0 – 1             |
| Germania (bandiera)    | Alexander Zverev      | Europa          | 3        | 1 – 0              | 1 – 1              | 2 – 1              | 2 – 0             | 3 – 1             | 5 – 1             |
| Grecia (bandiera)      | Stefanos Tsitsipas    | Europa          | 2        | 1 – 0              | 1 – 0              | 2 – 0              | 2 – 0             | 2 – 0             | 4 – 0             |
| Italia (bandiera)      | Matteo Berrettini     | Europa          | 2        | 1 – 0              | 0 – 1              | 1 – 1              | 1 – 0             | 0 – 1             | 1 – 1             |
| Norvegia (bandiera)    | Casper Ruud           | Europa          | 1        | 1 – 0              | 0 – 0              | 1 – 0              | 1 – 0             | 0 – 0             | 1 – 0             |
| Russia (bandiera)      | Daniil Medvedev       | Europa          | 1        | 1 – 0              | 0 – 0              | 1 – 0              | 2 – 0             | 0 – 0             | 2 – 0             |
| Russia (bandiera)      | Andrey Rublev         | Europa          | 3        | 1 – 0              | 2 – 0              | 3 – 0              | 1 – 0             | 5 – 0             | 6 – 0             |
| Spagna (bandiera)      | Feliciano López       | Europa          | 0        | –                  | –                  | –                  | –                 | –                 | –                 |
| Stati Uniti (bandiera) | Reilly Opelka         | Resto del mondo | 2        | 0 – 1              | 0 – 1              | 0 – 2              | 0 – 1             | 0 – 3             | 0 – 4             |
| Stati Uniti (bandiera) | John Isner            | Resto del mondo | 3        | 0 – 1              | 1 – 1              | 1 – 2              | 0 – 2             | 1 – 2             | 1 – 4             |
| Stati Uniti (bandiera) | Jack Sock             | Resto del mondo | 0        | –                  | –                  | –                  | –                 | –                 | –                 |